# ムルシド・クリー・ハーン
ムルシド・クリー・ハーン（ベンガリー語：মুর্শিদ কুলি খান, Murshid Quli Khan, 1665年頃 - 1727年6月30日）は、東インドのベンガル太守（在位：1717年 - 1727年）。アラー・ウッダウラ（Ala ud-Daulah）とも呼ばれる。

## 生涯

### 前半生
1665年頃、ムルシド・クリー・ハーンはデカン地方において、貧しいバラモンの息子として生まれたとされる。
どういった経緯かは不明だが、子供のころに奴隷としてイランへと連れて行かれ、イスファハーンの商人からサファヴィー朝の貴族ハージー・シャーフィー・イスファハーニーに売られた。彼はヒンドゥー教からイスラーム教に改宗し、実に8年にわたりイスファハーンで暮らすこととなった。
その後、解放されてイランからインドへと帰還したのち、ムガル帝国の宮廷に仕え、歳入改善で頭角を現した。これは皇帝アウラングゼーブの目にも入り、その実力を認められて抜擢された。

### 補佐としての活躍・事実上の太守として

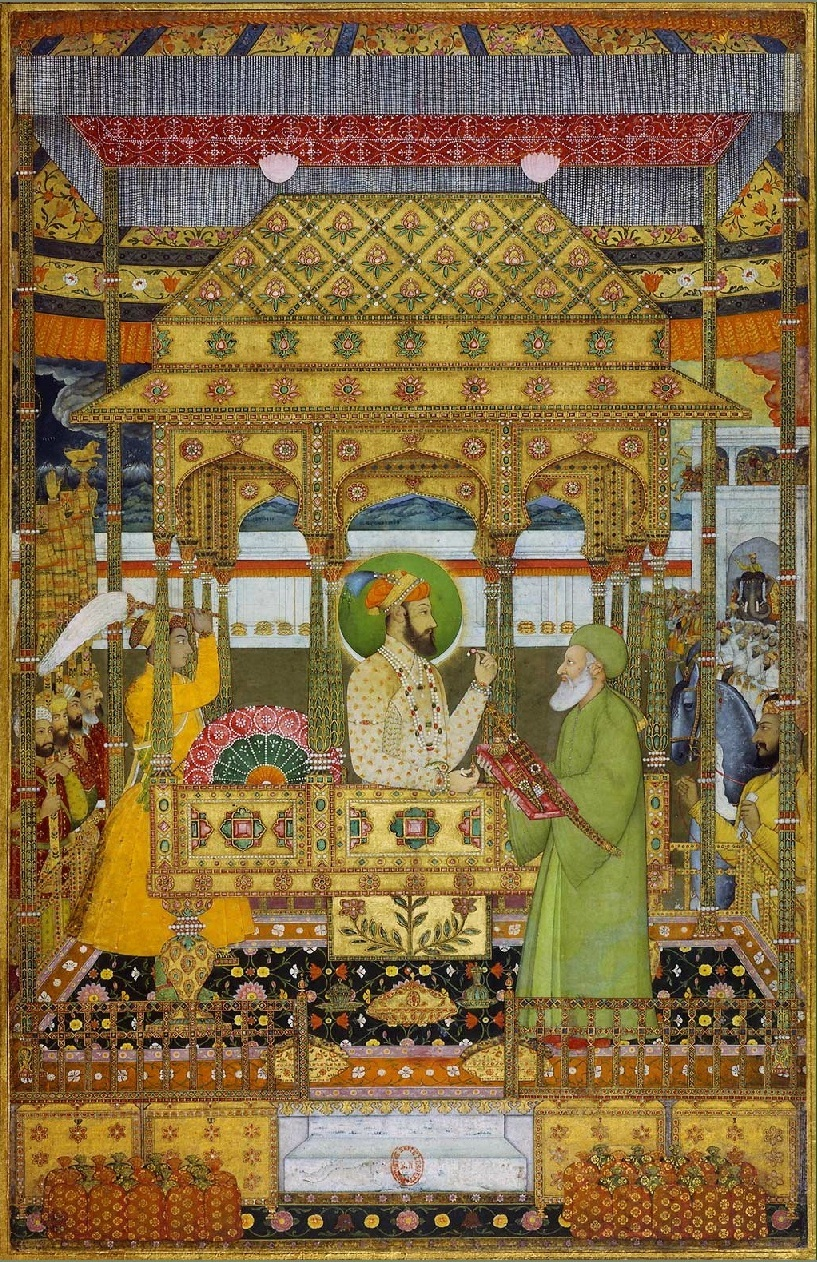
アズィーム・ウッシャーン

1690年代、ベンガル地方で深刻な反乱が起きると、アウラングゼーブは孫のアズィーム・ウッシャーンを新たなベンガル太守とし、ムルシド・クリー・ハーンを補佐役としてディーワーン（州財務長官）に任命した。
その後、1698年にアズィーム・ウッシャーンは反乱を鎮圧すると、アウラングゼーブの息子ら同様、いずれ争われるだろう帝位を狙うようになり、彼はベンガルにおいてさまざま手段で不正蓄財を企てるようになった。そのため、清廉潔白なムルシド・クリー・ハーンは太守の不正蓄財をやめさせるべく苦慮することとなり、1700年頃からベンガルにおいて改革を行った。
ムルシド・クリー・ハーンは歳入単位を合理化し、古いザミーンダールを新興の自作農に変えたり、期限内に徴税、納税できないザミーンダールを厳罰に処し、逆に義務を果たすザミーンダールを優遇したりするなどした。
また、ベンガルの歳入余剰金が帝国のほかの地域に転用されているのを見て、転用を防ぐ措置を取った。結果的にこれは成功し、ベンガルの経済は国内の交易と活発な海外交易に支えられて急速に発展したが、これはベンガルの代理業者、ヨーロッパ貿易商人、アルメニア仲買人の連携があったからこそだった。
そのうち、ムルシド・クリー・ハーンのほうが政治的手腕に優れていることが分かり、彼はアウラングゼーブの了承を得てベンガルを取り仕切るようになった。1704年にはアウラングゼーブの許可のもと、ベンガルの行政府をダッカからマフスーサーバードへと遷都している。
1707年、皇帝アウラングゼーブが死にその息子バハードゥル・シャー1世が帝位を継承すると、1708年にムルシド・クリー・ハーンはデカンのディーワーンに任命され、任地に赴いた。だが、1711年にベンガルのディーワーンが暗殺され、彼が再任されることとなった。

### 半独立的な立場

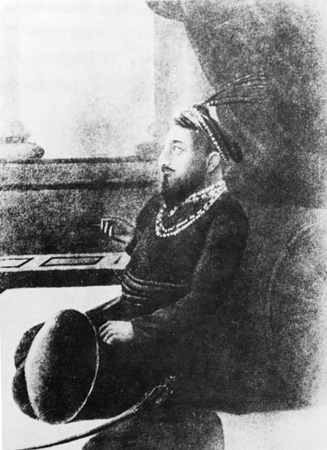
ムルシド・クリー・ハーン

1712年3月、皇帝バハードゥル・シャー1世の死後、その次男であったベンガル太守アズィーム・ウッシャーンは皇位継承戦争でほかの兄弟と争ったが、戦いに敗れて殺害された。
戦争後、皇帝となったジャハーンダール・シャーは悪政により人望を失い、アズィーム・ウッシャーンの遺児ファッルフシヤルはジャハーンダール・シャーを討つためベンガルを出陣し、1713年にジャハーンダール・シャーを討ち皇帝となった。
1717年、ムルシド・クリー・ハーンは皇帝ファッルフ・シヤルの勅令により、正式にベンガル太守に任命された。なお、その際に首府はムルシド・クリー・ハーンの名にちなみ、ムルシダーバードと改められた。
しかし、同年、ファッルフシヤルはイギリス東インド会社に対し、ベンガルにおける関税の免除特権をあたえる勅令を出し、これはのちに地方政権との間で大きな問題となった。この特権では、イギリス東インド会社は関税なしで自由に物産を輸出入することができ、こうした物産の移動に対するスタッグと呼ばれる自由通関券する権利も与えられていた。
1724年、ムガル帝国の宰相カマルッディーン・ハーン（ニザームル・ムルク）がデカンのハイダラーバードで独立した。また、アワド太守のサアーダト・アリー・ハーンもアワドで独立して王朝を樹立するなど、ムガル帝国の広大な領土の解体は徐々に進んでいった。
とはいえ、ムルシド・クリー・ハーンもまた帝国からは半独立的な立場にあったものの、帝国に対しベンガル地方からの税収の納入は一応行っていた。

### 死とその後

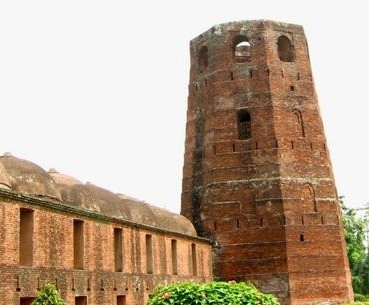
カトラー・マスジド

1727年6月30日、ムルシド・クリー・ハーンはムルシダバードで死亡し、その遺体はカトラー・マスジドに埋葬された。死に際し、彼には息子がいなかったので、娘婿シュジャー・ウッディーン・ムハンマド・ハーンの息子サルファラーズ・ハーンを太守に指名した。
だが、7月にシュジャー・ウッディーン・ムハンマド・ハーンはサルファラーズ・ハーンを退位させ、みずから太守となった。彼はムルシド・クリー・ハーンが律儀に送っていた税収入を送ることを拒否し、事実上独立した。
ベンガルの独立はムガル帝国に打撃を与え、この豊かなベンガルからの収入が途絶えた帝国はますます財政難となった。